# Campeonato Nacional de Futebol Feminino
Il Campeonato Nacional de Futebol Feminino, noto anche come Liga BPI per ragioni di sponsorizzazione, è la massima serie del campionato portoghese di calcio femminile. Attivo nel suo formato corrente dal 1993, è organizzato dalla federazione portoghese. Dal 1985 al 1993 il titolo di campione di Portogallo è stato assegnato con la Taça Nacional, organizzata in modalità di coppa. Il 1º Dezembro è la squadra col maggior numero di titoli conquistati (12) e il Benfica è la squadra detentrice del titolo.

## Formato
A partire dalla stagione 2020-2021 la formula del campionato è stata modificata con la creazione di due gironi. Il numero di squadre venne aumentato a 20 e le squadre vennero divise secondo un criterio geografico in due gironi da 10 squadre ciascuno (serie nord e serie sud). In ciascun girone le squadre si affrontano una sola volta, le prime quattro classificate accedono al girone per il titolo nella seconda fase, mentre le restanti sei squadre accedono al girone per la salvezza. Il sistema di assegnazione del punteggio prevede 3 punti per la squadra vincitrice dell'incontro, 1 punto a testa in caso di pareggio e nessun punto per la squadra sconfitta. Nella seconda fase nel girone per il titolo le otto squadre presenti si affrontano in un girone all'italiana con partite di andata e ritorno, e la prima classificata è campione di Portogallo e accede alla UEFA Women's Champions League della stagione successiva. Nei gironi per la salvezza (uno per la serie nord e l'altro per la serie sud) le squadre si affrontano in un girone all'italiana con partite di andata e ritorno, e le ultime due classificate sono retrocesse nel Campeonato Nacional II Divisão Feminino. Nella stagione 2021-2022 il numero di squadre è stato ridotto a 16, per poi passare a 12 squadre nella stagione 2022-2023.
Fino alla stagione 2019-2020 la formula del campionato prevedeva un girone all'italiana di 12 squadre con 11 gare di andata e 11 di ritorno per un totale di 22 giornate, con apertura a settembre e conclusione a maggio.
Dal campionato 2025-2026 si muterà nuovamente il numero di squadre partecipanti, ridotte a 10 nell'ambito della riforma dell'intera divisione calcistica femminile voluta dalla Federcalcio portoghese che culminerà con la stagione 2026-27.

## Le squadre
All'edizione 2024-2025 hanno preso parte le seguenti 12 squadre:
- Albergaria
- Benfica
- Braga
- Damaiense
- Estoril Praia
- Famalicão
- Marítimo
- Racing Power
- Sporting Lisbona
- Torreense
- Valadares Gaia
- Vilaverdense

## Albo d'oro

### Taça Nacional (1985-1993)
- 1985-1986:  Boavista (1º)
- 1986-1987:  Boavista (2º)
- 1987-1988:  Boavista (3º)
- 1988-1989:  Boavista (4º)
- 1989-1990:  Boavista (5º)
- 1990-1991:  Boavista (6º)
- 1991-1992:  Boavista (7º)
- 1992-1993:  Boavista (8º)

### Campeonato Nacional (1995-)
- 1993-1994:  Boavista (9º)
- 1994-1995:  Boavista (10º)
- 1995-1996:  Lobão (1º)
- 1996-1997:  Boavista (11º)
- 1997-1998:  Gatões (1º)
- 1998-1999:  Gatões (2º)
- 1999-2000:  1º Dezembro (1º)
- 2000-2001:  Gatões (3º)
- 2001-2002:  1º Dezembro (2º)
- 2002-2003:  1º Dezembro (3º)
- 2003-2004:  1º Dezembro (4º)
- 2004-2005:  1º Dezembro (5º)
- 2005-2006:  1º Dezembro (6º)
- 2006-2007:  1º Dezembro (7º)
- 2007-2008:  1º Dezembro (8º)
- 2008-2009:  1º Dezembro (9º)
- 2009-2010:  1º Dezembro (10º)
- 2010-2011:  1º Dezembro (11º)
- 2011-2012:  1º Dezembro (12º)
- 2012-2013:  Atlético Ouriense (1º)
- 2013-2014:  Atlético Ouriense (2º)
- 2014-2015:  CF Benfica (1º)
- 2015-2016:  CF Benfica (2º)
- 2016-2017:  Sporting Lisbona (1º)
- 2017-2018:  Sporting Lisbona (2º)
- 2018-2019:  Braga (1º)
- 2019-2020: edizione cancellata[8]
- 2020-2021:  Benfica (1º)
- 2021-2022:  Benfica (2º)
- 2022-2023:  Benfica (3º)
- 2023-2024:  Benfica (4º)
- 2024-2025:  Benfica (5º)

## Statistiche

### Vittorie per squadra
| Squadra           | Vittorie | Stagioni |
| ----------------- | -------- | --- |
| 1º Dezembro       | 12       | 1999-2000, 2001-2002, 2002-2003, 2003-2004, 2004-2005, 2005-2006, 2006-2007, 2007-2008, 2008-2009, 2009-2010, 2010-2011, 2011-2012 |
| Boavista          | 11       | 1985-1986, 1986-1987, 1987-1988, 1988-1989, 1989-1990, 1990-1991, 1991-1992, 1992-1993, 1993-1994, 1994-1995, 1996-1997            |
| Benfica           | 5        | 2020-2021, 2021-2022, 2022-2023, 2023-2024, 2024-2025                                                                              |
| Gatões            | 3        | 1997-1998, 1998-1999, 2000-2001 |
| Atlético Ouriense | 2        | 2012-2013, 2013-2014 |
| CF Benfica        | 2        | 2014-2015, 2015-2016 |
| Sporting Lisbona  | 2        | 2016-2017, 2017-2018 |
| Lobão             | 1        | 1995-1996 |
| Braga             | 1        | 2018-2019 |